# Geoffrey Castillion
Geoffrey Castillion (Amsterdam, 25 mei 1991) is een Nederlands voetballer van Surinaamse komaf die bij voorkeur als aanvaller speelt.

## Carrière

### Ajax
Castillion begon zijn voetballoopbaan bij TOB en zat op het Bredero College in Amsterdam-Noord. Later stapte de spits over naar DWS in Amsterdam-West. Daar bereikte de hij de regionale elftallen van de KNVB en via die manier belandde Castillion in de kijker van diverse scouts. Na interesse van diverse clubs uit de Eredivisie koos de Amsterdammer voor Ajax.
Castillion kwam in de C1 van trainer Wim Kwakman. Met de B1 won de spits de landstitel, waarna hij de overstap maakte naar de A1 van jeugdtrainer Frank de Boer. Daar maakte de spits indruk waardoor hij enkele malen mocht meespelen met Jong Ajax. Ook maakte hij regelmatig zijn opwachting in jeugdelftallen van Oranje. Bij de A1 wist hij echter de titel niet te winnen en ook de Copa Amsterdam werd misgelopen.
Toen Castillion aan de selectie van Jong Ajax werd toegevoegd leek het er op dat hij snel zijn debuut zijn maken voor het eerste elftal. Door de komst van Suk Hyun-jun verdween hij echter uit beeld bij Martin Jol. Nadat Frank de Boer Martin Jol als trainer opvolgde, maakten meer jeugdspelers hun opwachting in het eerste elftal van Ajax. Na Lorenzo Ebecilio en Jody Lukoki maakte Castillion op 20 maart 2011 zijn debuut tijdens het met 3-2 verloren duel tegen ADO Den Haag.

### Verhuur aan RKC Waalwijk
In augustus 2011 werd besloten om de spits een jaar te verhuren aan RKC Waalwijk. Op 7 augustus 2011 maakte Castillion zijn debuut voor de club uit Waalwijk. Twee weken later, op 21 augustus, maakte Castillion zijn eerste goal voor RKC, dit was tevens zijn eerste doelpunt in de Eredivisie. In totaal speelde Castillion 28 competitiewedstrijden voor RKC, hierin wist hij vijfmaal het net te vinden.

### Verhuur aan Heracles Almelo
In het seizoen 2012/2013 zal Castillion op huurbasis gaan spelen voor Heracles Almelo. Hij kreeg daar rugnummer 21 toegewezen. Hier begon hij aan het begin van het seizoen op de bank, waarna hij rond november een basisplaats veroverde. Op 18 november 2012 scoorde Castillion zijn eerste doelpunt voor Heracles Almelo, hij scoorde de vierde goal in een 5-1 thuiszege tegen Roda JC Kerkrade. Op 23 maart 2013 werd zijn tot juni 2013 lopende contract bij Ajax verlengd tot juni 2014. Hierdoor zal Castillion terugkeren bij Ajax.

### Terugkeer bij Ajax
Nadat zijn contract bij Ajax verlengd werd tot medio 2014 (Ajax had de optie hiervoor bedongen), werd al gauw bekend dat de kans op speeltijd voor Castillion miniem zou zijn. Door de verlenging van het contract kan Ajax nu een transfersom vragen voor de spits. Op 19 juni 2013 werd bekend dat het Griekse Panathinaikos FC interesse heeft in de spits. Tot een zomertransfer kwam het echter niet en Castillion bleef dus minimaal tot de winterstop bij Ajax. Op 8 september 2013 speelde Castillion voor de eerste keer mee met Jong Ajax in een Jupiler League wedstrijd uit bij Achilles '29 (2-1 verlies), hij verving in de 62e minuut Boban Lazić en scoorde de enige treffer voor Jong Ajax in de 89e minuut.
Op 11 januari 2014 werd bekendgemaakt dat Castillion transfervrij naar Botev Plovdiv zou vertrekken. Enkele dagen later maakte de club bekend dat Castillion de medische keuring niet goed doorlopen had, waarna de transfer van de baan was.

### Verhuur aan N.E.C.
Een dag na het afketsen van zijn transfer naar Botev Plovdiv werd door Ajax bekendgemaakt dat Castillion verhuurd zou worden aan N.E.C.. Castillion maakte twee dagen later zijn debuut voor NEC in de thuiswedstrijd tegen ADO Den Haag die met 3-1 werd gewonnen verving hij Michael Higdon in de 84e minuut. Op 5 april 2014 scoorde Castillion zijn eerste officiële doelpunt voor NEC uit een strafschop in de Eredivisie thuiswedstrijd tegen SC Cambuur (1-1). Castillion degradeerde met NEC uit de Eredivisie door over twee duels in de nacompetitie te verliezen van Sparta Rotterdam. NEC ging, mede door de degradatie, niet verder met Castillion.

### New England Revolution
Nadat zijn contract bij Ajax afliep, tekende hij op 26 augustus 2014 een eenjarig contract met de optie voor nog een jaar bij New England Revolution dat uitkomt in de Major League Soccer. Castillion maakte op 14 september 2014 zijn debuut voor New England Revolution in de MLS-thuiswedstrijd tegen Montreal Impact die met 2-1 werd gewonnen. Castillion verving in de 76e minuut Charlie Davies.

### Universitatea Cluj
Na zijn beperkte inbreng bij New England tekende Castillion op 7 januari 2015 een contract voor 1,5 jaar U Cluj waar op dat moment voormalig Jong Ajax-trainer Alfons Groenendijk technisch directeur en George Ogăraru trainer was. Zijn officiële debuut maakte Castillion op 22 februari 2015 in de thuiswedstrijd tegen Târgu Mureș die met 3-0 werd verloren. Castillion kwam na een uur spelen in de ploeg voor Valentin Lemnaru. Zijn eerste officiële doelpunt scoorde Castillion op 4 april 2015 thuis tegen Rapid Boekarest. Castillion was na een uur spelen verantwoordelijk voor de enige treffer in de wedstrijd.

### Debreceni
Na de degradatie van Universitatea Cluj ontstond er een leegloop bij die club, ook Castillion mocht transfervrij vertrekken. Hij tekende op 2 juli 2015 een contract voor vier seizoenen bij het Hongaarse Debreceni VSC. Hij maakte op 16 juli 2015 zijn debuut voor Debreceni in de UEFA Europa League uitwedstrijd tegen Skonto. Castillion kwam na 72 minuten spelen in de ploeg voor Ibrahim Sidibé, twee minuten later zette hij de 2-2 eindstand op het bord. In januari 2016 werd hij tot het einde van het seizoen verhuurd aan Puskás Akadémia FC. In het seizoen 2016/17 kwam Castillion niet meer aan bod en begin februari 2017 werd hij teruggezet naar het tweede team wat uitkomt op het derde niveau. Eind februari werd zijn contract ontbonden.

### IJsland
Vervolgens ging hij op IJsland voor Víkingur Reykjavík spelen. Met 11 doelpunten in 16 wedstrijden had Castillion een goed seizoen. In december 2017 werd hij voor twee seizoenen vastgelegd door FH Hafnarfjörður. In augustus 2018 werd hij tot eind 2018 weer terugverhuurd aan Víkingur. In april 2019 werd Castillion voor het seizoen 2019 verhuurd aan Fylkir Reykjavík.

### Indonesië en Italië
Castillion vervolgde zijn loopbaan begin 2020 in Indonesië bij Persib Bandung. In de eerste twee wedstrijden scoorde hij drie doelpunten. De competitie werd hierna stil gelegd door de Corona pandemie. In februari 2021 werd hij daarom verhuurd aan het Italiaanse Como 1907 dat uitkomt in de Serie C. Na deze periode in Italië keerde hij terug bij Persib. In de eerste ronde van het Indonesische Liga 1 2021 seizoen speelde hij 13 wedstrijden, waarvan hij er vijf startte en waarin hij drie keer scoorde. In december 2021 nam Persib Bandung afscheid van Castillion, die vervangen werd door David da Silva.

### Ajax Zaterdag en terugkeer op IJsland
Nadat hij anderhalf jaar zonder club zat, ging Castillion medio 2023 voor het tweede team van Ajax Zaterdag spelen. Vanaf juli tot eind 2024 speelde hij voor het IJslandse KF Aegir in de 2. deild karla. In januari 2025 sloot hij aan bij het eerste van Ajax Zaterdag in de Derde divisie.

## Carrièrestatistieken
| Seizoen         | Club                   | Competitie      | Competitie | Competitie | Beker | Beker | Internationaal | Internationaal | Totaal | Totaal |
| Seizoen         | Club                   | Competitie      | Wed.       | Dlp.       | Wed.  | Dlp.  | Wed.           | Dlp.           | Wed.   | Dlp.   |
| --------------- | ---------------------- | --------------- | ---------- | ---------- | ----- | ----- | -------------- | -------------- | ------ | ------ |
| 2010/11         | Ajax                   | Eredivisie      | 1          | 0          | 0     | 0     | 0              | 0              | 1      | 0      |
| 2011/12         | → RKC Waalwijk         | Eredivisie      | 29         | 6          | 4     | 1     | —              | —              | 33     | 7      |
| 2012/13         | → Heracles Almelo      | Eredivisie      | 30         | 3          | 3     | 1     | —              | —              | 33     | 4      |
| 2013/14         | Jong Ajax              | Eerste Divisie  | 6          | 1          | —     | —     | —              | —              | 6      | 1      |
| 2013/14         | → N.E.C.               | Eredivisie      | 7          | 2          | 2     | 0     | —              | —              | 9      | 2      |
| 2014            | New England Revolution | MLS             | 1          | 0          | 0     | 0     | —              | —              | 1      | 0      |
| 2014/15         | Universitatea Cluj     | Liga 1          | 11         | 1          | 2     | 0     | —              | —              | 13     | 1      |
| 2015/16         | Debreceni              | NB I            | 15         | 2          | 2     | 0     | 4              | 3              | 21     | 5      |
| 2015/16         | → Puskás FC            | NB I            | 8          | 0          | 0     | 0     | —              | —              | 8      | 0      |
| 2016/17         | Debreceni              | NB I            | 7          | 1          | 3     | 1     | 4              | 0              | 14     | 2      |
| 2017            | Víkingur Reykjavík     | Úrvalsdeild     | 16         | 11         | 1     | 0     | 0              | 0              | 17     | 11     |
| 2018            | FH Hafnarfjörður       | Úrvalsdeild     | 18         | 7          | 4     | 0     | 0              | 0              | 22     | 7      |
| 2019            | Fylkir Reykjavík       | Úrvalsdeild     | 19         | 10         | 1     | 1     | 1              | 0              | 21     | 11     |
| 2020            | PERSIB Bandung         | Liga 1          | 3          | 2          | 0     | 0     | 0              | 0              | 3      | 2      |
| 2020/21         | Como 1907              | Serie C - A     | 1          | 0          | 0     | 0     | 0              | 0              | 1      | 0      |
| 2021            | PERSIB Bandung         | Liga 1          | 13         | 3          | 0     | 0     | 0              | 0              | 13     | 3      |
| Carrière totaal | Carrière totaal        | Carrière totaal | 185        | 49         | 22    | 4     | 9              | 3              | 216    | 56     |

## Interlandcarrière

### Jeugdelftallen
Castillion begon als jeugdinternational bij het Nederlands elftal voor spelers onder 16 jaar. Voor dit team speel hij zes wedstrijden. Castillion kwalificeerde zich met Nederland onder 17 voor het EK 2008 in Turkije. Tijdens de kwalificatie wist Castillion zeven keer te scoren. Op het EK kwam Castillion in alle vier de wedstrijden van Nederland onder 17 in actie. Hij scoorde in totaal twee doelpunten op dit toernooi waarin hij met Nederland onder 17 in de halve finale werd verslagen door Spanje onder 17.
| Jeugdinterlands van Geoffrey Castillion | Jeugdinterlands van Geoffrey Castillion | Jeugdinterlands van Geoffrey Castillion | Jeugdinterlands van Geoffrey Castillion | Jeugdinterlands van Geoffrey Castillion | Jeugdinterlands van Geoffrey Castillion |
| Team (№ interlands)                     | Datum                                   | Wedstrijd                               | Uitslag                                 | Soort Wedstrijd                         | Doelpunten                              |
| Als speler bij Ajax                     | Als speler bij Ajax                     | Als speler bij Ajax                     | Als speler bij Ajax                     | Als speler bij Ajax                     | Als speler bij Ajax                     |
| --------------------------------------- | --------------------------------------- | --------------------------------------- | --------------------------------------- | --------------------------------------- | --------------------------------------- |
| Onder 16 (1.)                           | 14 november 2006                        | Oekraïne - Nederland                    | 0 - 0                                   | Vriendschappelijk                       |                                         |
| Onder 16 (2.)                           | 16 november 2006                        | Oekraïne - Nederland                    | 1 - 1                                   | Vriendschappelijk                       |                                         |
| Onder 16 (3.)                           | 17 februari 2007                        | Slowakije - Nederland                   | 0 - 1                                   | Torneio Int. de Santarém '07            |                                         |
| Onder 16 (4.)                           | 18 februari 2007                        | Nederland - België                      | 0 - 2                                   | Torneio Int. de Santarém '07            |                                         |
| Onder 16 (5.)                           | 20 februari 2007                        | Portugal - Nederland                    | 0 - 0                                   | Torneio Int. de Santarém '07            |                                         |
| Onder 16 (6.)                           | 14 maart 2007                           | Italië - Nederland                      | 2 - 1                                   | Vriendschappelijk                       |                                         |
| Onder 17 (1.)                           | 20 september 2007                       | Duitsland - Nederland                   | 2 - 0                                   | U17 Vier-Nationen-Turnier               |                                         |
| Onder 17 (2.)                           | 24 september 2007                       | Nederland - België                      | 0 - 0                                   | U17 Vier-Nationen-Turnier               |                                         |
| Onder 17 (3.)                           | 10 oktober 2007                         | Nederland - Griekenland                 | 1 - 0                                   | Vriendschappelijk                       | 78'                                     |
| Onder 17 (4.)                           | 23 oktober 2007                         | Nederland - Albanië                     | 3 - 0                                   | EK-kwalificatie '08                     | 10', 38'                                |
| Onder 17 (5.)                           | 25 oktober 2007                         | Letland - Nederland                     | 1 - 3                                   | EK-kwalificatie '08                     | 4', 29'                                 |
| Onder 17 (6.)                           | 28 oktober 2007                         | Nederland - Frankrijk                   | 1 - 0                                   | EK-kwalificatie '08                     | 2'                                      |
| Onder 17 (7.)                           | 4 februari 2008                         | Tsjechië - Nederland                    | 1 - 0                                   | La Manga '08                            |                                         |
| Onder 17 (8.)                           | 8 februari 2008                         | Noorwegen - Nederland                   | 0 - 0                                   | La Manga '08                            |                                         |
| Onder 17 (9.)                           | 13 maart 2008                           | Nederland - Bosnië en Herzegovina       | 0 - 1                                   | EK-kwalificatie '08                     |                                         |
| Onder 17 (10.)                          | 15 maart 2008                           | Nederland - Noorwegen                   | 2 - 0                                   | EK-kwalificatie '08                     | 19'                                     |
| Onder 17 (11.)                          | 18 maart 2008                           | Hongarije - Nederland                   | 0 - 2                                   | EK-kwalificatie '08                     | 36'                                     |
| Onder 17 (12.)                          | 23 april 2008                           | België - Nederland                      | 0 - 0                                   | Vriendschappelijk                       |                                         |
| Onder 17 (13.)                          | 4 mei 2008                              | Turkije - Nederland                     | 3 - 0                                   | EK 2008 Turkije groepsfase              |                                         |
| Onder 17 (14.)                          | 7 mei 2008                              | Nederland - Servië                      | 1 - 0                                   | EK 2008 Turkije groepsfase              | 33'                                     |
| Onder 17 (15.)                          | 10 mei 2008                             | Nederland - Schotland                   | 2 - 0                                   | EK 2008 Turkije groepsfase              | 34'                                     |
| Onder 17 (16.)                          | 13 mei 2008                             | Spanje - Nederland                      | 2 - 1                                   | EK 2008 Turkije halve finale            |                                         |
| Onder 18 (1.)                           | 19 november 2008                        | Nederland - België                      | 0 - 3                                   | Vriendschappelijk                       |                                         |
| Onder 18 (2.)                           | 11 februari 2009                        | Luxemburg - Nederland                   | 2 - 1                                   | Vriendschappelijk                       | 44'                                     |
| Onder 19 (1.)                           | 5 september 2009                        | Ierland - Nederland                     | 1 - 1                                   | 4-landentoernooi Ierland '09            |                                         |
| Onder 19 (2.)                           | 8 september 2009                        | Turkije - Nederland                     | 1 - 3                                   | 4-landentoernooi Ierland '09            | 74'                                     |
| Onder 19 (3.)                           | 9 oktober 2009                          | Nederland - Frankrijk                   | 4 - 2                                   | Vriendschappelijk                       |                                         |
| Onder 19 (4.)                           | 13 oktober 2009                         | Nederland - Italië                      | 1 - 1                                   | Vriendschappelijk                       |                                         |
| Onder 19 (5.)                           | 12 november 2009                        | Nederland - Malta                       | 1 - 0                                   | EK-kwalificatie '10                     |                                         |
| Onder 19 (6.)                           | 14 november 2009                        | Nederland - Cyprus                      | 5 - 1                                   | EK-kwalificatie '10                     | 39'                                     |

## Erelijst

### MetAjax
| Nationaal  |    |      |
| Eredivisie | 1x | 2011 |